# 云南风筝果
云南风筝果（学名：Hiptage yunnanensis）为金虎尾科风筝果属下的一个种。其种加词 yunnanensis 意为“云南的”。